# Thomas Wollny
Thomas Johannes Wollny (* 30. April 1952 in Kassel) ist ein Generalmajor der Luftwaffe der Bundeswehr im Ruhestand. In seiner letzten Verwendung war er vom 1. Oktober 2007 bis 29. August 2013 der Amtschef des Streitkräfteamts.

## Militärische Laufbahn

### Ausbildung und erste Verwendungen
Wollny trat im Oktober 1970 beim Offizieranwärter-Bataillon in Fürstenfeldbruck in den Dienst der Bundeswehr. Nach der Offizierausbildung in der Luftwaffe, der Beförderung zum Leutnant 1972 und des Studiums der Nachrichtentechnik an der Hochschule der Bundeswehr von 1972 bis 1975 (Abschluss Dipl-Ing. (FH)), war Wollny bis 1979 Fernmeldeoffizier beim Fernmelderegiment 12 in Karlsruhe und daran anschließend bis 1982 im Führungsstab der Luftwaffe (Fü L) III 5 (Fernmeldeeinsatzführung) eingesetzt. Von 1982 bis 1984 nahm er am 27. Generalstabslehrgang der Luftwaffe bei der Führungsakademie der Bundeswehr in Hamburg teil. Es folgte eine Verwendung als Kompaniechef der 2. Kompanie/Fernmelderegiment 33 in Goch.

### Dienst als Stabsoffizier
Von 1986 bis 1989 war Wollny als Referent im Führungsstab der Luftwaffe für die Organisation der NATO-Kommandobehörden und Organisationsziele der Luftwaffe verantwortlich. Es schloss sich die Verwendung als Abteilungsleiter A4 im Luftwaffenführungsdienstkommando an. Von 1990 bis 1991 war Wollny zum International Institute for Strategic Studies in London abkommandiert. Darauf erfolgte ein erneuter Dienstposten im Bundesministerium der Verteidigung, diesmal im Führungsstab der Streitkräfte (Fü S), Abteilung Grundsätze der militärischen Organisation (IV 1) sowie danach wiederum beim Fü L, diesmal Abteilung IV 1 (Grundsatzorganisation). Den Posten des Adjutanten des stellvertretenden Generalinspekteurs bekleidete Wollny von 1993 bis 1995. Daraufhin war er Kommandeur der Lehrgruppe Ausbildung an der Technischen Schule der Luftwaffe 3 in Faßberg und diente danach im Büro der Staatssekretäre Schönbohm und Simon. Von 1996 bis 1999 war Wollny stellvertretender Kommandeur und Chef des Stabes beim Bundeswehrkommando USA und Kanada und bis 2003. Referatsleiter im Fü L III 6 sowie I 4.

### Dienst im Generalsrang
Mit der Beförderung zum Brigadegeneral 2003 wurde Wollny Stabsabteilungsleiter im Fü S VII. Dieses Amt bekleidete er bis 2006. Nach einer kurzen Verwendung als Chef des Stabes im Fü S wurde Wollny zum Generalmajor befördert und war vom 1. Oktober 2007 bis 29. August 2013 Amtschef des Streitkräfteamts. Sein Nachfolger im Amt wurde Werner Weisenburger.

## Auszeichnungen
Wollny ist Träger des Ehrenkreuzes der Bundeswehr in Silber und in Gold.

## Privates
Wollny ist verheiratet und hat zwei Kinder.